# Màrius Garcia Bonafé
Màrius García Bonafé (Alcoi, 1941) és un economista valencià. El 1962 milità al PCE i fou detingut per la policia per repartir octavetes. També formà part del cercle de Joan Fuster i formà part del grup de valencians que viatjà a Catalunya el 1962 amb Lluís Vicent Aracil i Eliseu Climent. Tot i mantenir la militància amb el PCE, es va mantenir proper al Partit Socialista Valencià i fou un dels fundadors dels Grups d'Acció i Reflexió Socialista el 1973 i del PSPV el 1974 amb Joan Josep Pérez Benlloch i Vicent Ventura i Beltran. El 1976 va obtenir el Premi Joan Fuster d'assaig per l'obra col·lectiva Raons d'identitat del País Valencià. Pèls i senyals, amb Dolors Bramon, Teresa Carnero, J.A. Martínez-Serrano i Vicent Soler.
Ha col·laborat en la Universitat Catalana d'Estiu i ha publicat articles a l'Avenç. El 1979 fou responsable de publicacions de la Institució Alfons el Magnànim i actualment és professor a la Universitat d'Alacant. També fou director de publicacions de la Institució Valenciana d'Estudis i Investigació.

## Obres
- Procés industrial d'Alcoi (1974)
- La industrialización valenciana: historia y problemas (1978)
- La pintura està plena de coses temibles (2000) a L'Espill
- La protoindustrialització i la indústria rural espanyola al segle XVIII (1983)
- Història de l'economia valenciana (1983)